# مالك بابا ديوب
مالك بابا ديوب (بالفرنسية: Malick Baba Diop)‏ لاعب كرة قدم سنغالي يجيد اللعب في مركز المهاجم. يلعب حاليا لصالح الحالة البحريني منذ 2022.

## المسيرة الرياضية

### الأندية
في 1 يوليو 2018 انضم ديوب إلى الشمس المصري في صفقة انتقال حر. في موسمه الوحيد 2018-2019 وفي بطولة دوري الدرجة الثانية احتل المركز الحادي عشر في المجموعة الثانية بفارق الأهداف عن منطقة الأمان وبالتالي هبط إلى الدرجة الثالثة. وفي بطولة كأس مصر ساهم في وصول فريقه إلى الدور التمهيدي الرابع.
في 1 سبتمبر 2019 انتقل ديوب من الشمس إلى بلدية المحلة المصري في صفقة انتقال حر. في موسمه الأول 2019-2020 وفي بطولة دوري الدرجة الثانية احتل فريقه المركز العاشر في المجموعة الثالثة بفارق نقطتين عن منطقة الأمان. قرر الاتحاد المصري لكرة القدم إلغاء الهبوط من الدرجات الثانية والثالثة والرابعة نظرا للظروف التي مرت بها الكرة المحلية في ظل انتشار جائحة كورونا. وفي بطولة كأس مصر ساهم في وصول فريقه إلى الدور التمهيدي الثاني.
في موسمه الثاني والأخير 2020-2021 وفي بطولة دوري الدرجة الثانية احتل فريقه المركز الثالث في المجموعة الثالثة بفارق 13 نقطة عن المتصدر الصاعد فاركو. وفي بطولة كأس مصر ساهم في وصول فريقه إلى الدور التمهيدي الثاني. وفي بطولة كأس مصر ساهم في وصول فريقه إلى الدور التمهيدي الرابع.
في 1 أكتوبر 2021 انتقل ديوب من بلدية المحلة إلى الداخلية المصري في صفقة انتقال حر. في موسمه الوحيد 2021-2022 وفي بطولة دوري الدرجة الثانية ساهم في تتويج فريقه بالبطولة بعدما تصدر المجموعة الثانية برصيد 69 نقطة من 30 مباراة ليصعد فريقه إلى الدرجة الممتازة وليحقق ديوب أولى بطولاته الشخصية. وفي بطولة كأس مصر ساهم في وصول فريقه إلى الدور الثمن النهائي.

## الإنجازات
- الداخلية
  - دوري الدرجة الثانية (1): 2021-2022